# Всеядни животни
Всеядни животни (на латински: omnivore или на латински: omniphage) или еврифаги (от гръцки eurys „широк“ + гръцки phagos „ям, изяждам“) са животни, хранещи се както с растителна, така и с месна храна. Човекът е класически представител на всеядните. Някои от всеядните животни ядат и мърша. Всеядните животни не се отнасят към едно и също ниво на хранителната верига.
Примери: някои риби, лисици и гарвани.